# Charles Nelson (Ökonom)
Charles Rowe Nelson (* 1942 in Milwaukee, Wisconsin) ist ein US-amerikanischer Wirtschaftswissenschaftler und Hochschullehrer.

## Werdegang, Forschung und Lehre
Nelson studierte zunächst am Yale College, an dem er 1963 seinen Bachelor of Arts erwarb. Anschließend ging er an die University of Wisconsin–Madison. Nach dem Master of Arts in Wirtschaftswissenschaften 1967 graduierte er zwei Jahre später als Ph.D.
Als Post-Doktorand war Nelson bereits ab 1968 an der University of Chicago tätig, ehe er sich nach Beendigung seines Studiums 1969 als Assistant Professor der Graduate School of Business der Hochschule anschloss. 1973 stieg er zum Associate Professor auf, folgte aber zwei Jahre später einem Ruf der University of Washington als ordentlicher Professor. 1979 übernahm er die Leitung der wirtschaftswissenschaftlichen Fakultät, die er fünf Jahre innehatte. Ab 1980 war er zudem Professor für Statistik. 1993 übernahm er an der Universität den Ford-und-Louisa-Van Voorhis-Lehrstuhl für politische Ökonomie. 
Nelsons Hauptforschungsgebiet sind die empirische Makroökonomie und zugehörige ökonometrische Methoden. Dabei setzte er sich insbesondere mit der Zeitreihenanalyse auseinander, wobei er im Rahmen der Theorie realer Konjunkturzyklen bedeutende Ergebnisse erzielte. Insbesondere gemeinsam mit Charles Plosser erweiterte er das Konzept der Kointegration, für das die amerikanischen Ökonomen Clive W. J. Granger und Robert F. Engle 2003 den Wirtschaftsnobelpreis erhielten. Ein weiteres Betätigungsfeld ist die Untersuchung verzerrter Schätzer in ökonometrischen Modellen.

## Werke
Die folgende Auflistung gibt von Nelson veröffentlichte Bücher wieder, zudem hat er zahlreiche Zeitschriftenartikel und Arbeitspapiere verfasst.
- The Term Structure of Interest Rates, 1972
- Applied Time Series Analysis for Managerial Forecasting, 1973.
- The Investor's Guide to Economic Indicators, 1987
- Macroeconomics: An Introduction, 1993 (mittlerweile 5. Auflage)
- mit Chang-Jin Kim: State-Space Models with Regime Switching: Classical and Gibbs Sampling Approaches with Applications, 1999.